# Campionati europei di atletica leggera 2024 - 110 metri ostacoli
La gara dei 110 metri ostacoli dei campionati europei di atletica leggera 2024 si è svolta il 7 e l'8 giugno.

## Podio

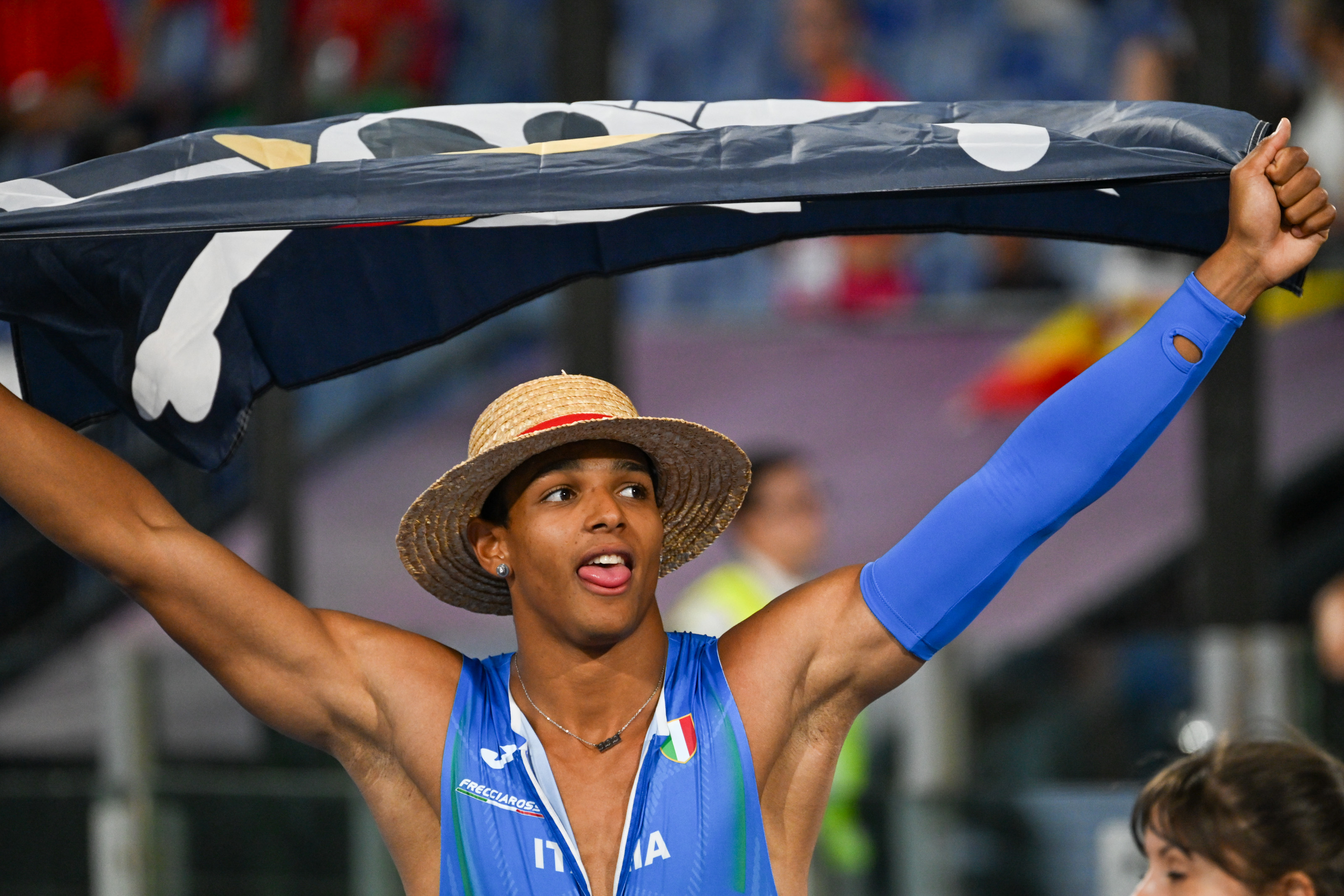
Il vincitore Lorenzo Simonelli

| Pos.    | Atleta            | Nazionalità | Tempo |
| ------- | ----------------- | ----------- | ----- |
| Oro     | Lorenzo Simonelli | Italia      | 13"05 |
| Argento | Enrique Llopis    | Spagna      | 13"16 |
| Bronzo  | Jason Joseph      | Svizzera    | 13"43 |

## Situazione pre-gara

### Record
Prima di questa competizione, il record del mondo, il record europeo e il record dei campionati erano i seguenti.
| Record                | Prestazione | Atleta                      | Data e luogo                       | Competizione             |
| --------------------- | ----------- | --------------------------- | ---------------------------------- | ------------------------ |
| Record mondiale       | 12"80       | Aries Merritt Stati Uniti   | 7 settembre 2012 Bruxelles, Belgio | Memorial Van Damme 2012  |
| Record europeo        | 12"91       | Colin Jackson Gran Bretagna | 20 agosto 1993 Stoccarda, Germania | Campionati mondiali 1993 |
| Record dei campionati | 13"02       | Colin Jackson Gran Bretagna | 22 agosto 1998 Budapest, Ungheria  | Campionati europei 1998  |

### Campione in carica
Il campione europeo in carica era:
| Campione | Atleta                | Prestazione | Data e luogo                               | Competizione            |
| -------- | --------------------- | ----------- | ------------------------------------------ | ----------------------- |
| Europeo  | Asier Martínez Spagna | 13"14       | 17 agosto 2022 Monaco di Baviera, Germania | Campionati europei 2022 |

### La stagione
Prima di questa gara, gli atleti con le migliori tre prestazioni europee dell'anno erano:
| Pos. | Atleta                     | Prestazione | Data e luogo                      |
| ---- | -------------------------- | ----------- | --------------------------------- |
| 1    | Michael Obasuyi Belgio     | 13"20       | 19 maggio 2024 Montgeron, Francia |
| 2    | Lorenzo Simonelli Italia   | 13"21       | 25 maggio 2024 Tomblaine, Francia |
| 3    | Andrew Pozzi Gran Bretagna | 13"23       | 19 maggio 2024 Montgeron, Francia |

## Risultati

### Batterie di qualificazione
Le batterie di qualificazione si sono tenute il 7 giugno a partire dalle ore 10:40.
Passano alle semifinali i primi quattordici più veloci (q).
I 12 atleti che al 30 maggio hanno registrato le migliori prestazioni europee secondo la Road to Rome, insieme al possessore della Wild Card (campione europeo in carica) accedono direttamente ai turni di semifinale, salvo rinuncia o mancata conferma alla partecipazione alla manifestazione.

#### Batteria 1
| Pos | Corsia | Atleta             | Nazionalità | Tempo | Note     |
| --- | ------ | ------------------ | ----------- | ----- | -------- |
| 1   | 5      | Jakub Szymański    | Polonia     | 13"53 | q        |
| 2   | 3      | Enzo Diessl        | Austria     | 13"56 | q        |
| 3   | 8      | Filip Jakob Demšar | Slovenia    | 13"67 | q        |
| 4   | 9      | Tim Eikermann      | Germania    | 13"69 | q        |
| 5   | 2      | Timme Koster       | Paesi Bassi | 13"70 | (.697) q |
| 6   | 4      | Hassane Fofana     | Italia      | 13"70 | (.698) q |
| 7   | 7      | Orlando Ortega     | Spagna      | 13"79 | q        |
| 8   | 6      | Dániel Eszes       | Ungheria    | 14"09 |          |

#### Batteria 2
| Pos | Corsia | Atleta             | Nazionalità | Tempo | Note |
| --- | ------ | ------------------ | ----------- | ----- | ---- |
| 1   | 7      | Elie Bacari        | Belgio      | 13"61 | q    |
| 2   | 5      | Mikdat Sevler      | Turchia     | 13"72 | q    |
| 3   | 2      | Romain Lecoeur     | Francia     | 13"75 | q    |
| 4   | 4      | Bálint Szeles      | Ungheria    | 13"81 | q    |
| 5   | 8      | Santeri Kuusiniemi | Finlandia   | 13"84 | q    |
| 6   | 3      | Nicolò Giacalone   | Italia      | 13"86 |      |
| 7   | 6      | Kevin Sánchez      | Spagna      | 13"95 |      |
| -   | 9      | Max Hrelja         | Svezia      | dnf   |      |

#### Batteria 3
| Pos | Corsia | Atleta                 | Nazionalità | Tempo | Note     |
| --- | ------ | ---------------------- | ----------- | ----- | -------- |
| 1   | 8      | Manuel Mordi           | Germania    | 13"78 | (.774) q |
| 2   | 2      | Krzysztof Kiljan       | Polonia     | 13"78 | (.778) q |
| 3   | 7      | Alin Ionuț Anton       | Romania     | 13"90 |          |
| 4   | 4      | Vladimir Vukicevic     | Norvegia    | 13"93 |          |
| 5   | 9      | Mathieu Jaquet         | Svizzera    | 14"00 |          |
| 6   | 5      | Konstadinos Douvalidis | Grecia      | 14"04 |          |
| 7   | 6      | Elmo Lakka             | Finlandia   | 14"10 |          |
| -   | 3      | Job Geerds             | Paesi Bassi | dnf   |          |

### Semifinali
Le semifinali si sono tenute l'8 giugno a partire dalle ore 20:38.
Passano alla finale i primi due atleti di ogni batteria (Q) e i successivi due atleti più veloci (q).

#### Semifinale 1
| Pos | Corsia | Atleta             | Nazionalità   | Tempo | Note                          |
| --- | ------ | ------------------ | ------------- | ----- | ----------------------------- |
| 1   | 6      | Asier Martínez     | Spagna        | 13"29 | Q =                           |
| 2   | 5      | Michael Obasuyi    | Belgio        | 13"31 | Q                             |
| 3   | 3      | Romain Lecoeur     | Francia       | 13"47 |                               |
| 4   | 9      | Filip Jakob Demšar | Slovenia      | 13"59 | Miglior prestazione personale |
| 5   | 4      | Manuel Mordi       | Germania      | 13"70 |                               |
| 6   | 2      | Timme Koster       | Paesi Bassi   | 13"72 |                               |
| 7   | 7      | Tade Ojora         | Gran Bretagna | 13"76 |                               |
| -   | 8      | Krzysztof Kiljan   | Polonia       | dnf   |                               |

#### Semifinale 2
| Pos | Corsia | Atleta          | Nazionalità | Tempo | Note     |
| --- | ------ | --------------- | ----------- | ----- | -------- |
| 1   | 6      | Jason Joseph    | Svizzera    | 13"35 | Q =      |
| 2   | 5      | Raphaël Mohamed | Francia     | 13"37 | Q        |
| 3   | 7      | Damian Czykier  | Polonia     | 13"44 | (.435) q |
| 4   | 8      | Elie Bacari     | Belgio      | 13"44 | (.436) q |
| 5   | 9      | Tim Eikermann   | Germania    | 13"62 |          |
| 6   | 2      | Orlando Ortega  | Spagna      | 13"64 |          |
| 7   | 3      | Hassane Fofana  | Italia      | 13"70 |          |
| 8   | 4      | Enzo Diessl     | Austria     | 13"71 |          |

#### Semifinale 3
| Pos | Corsia | Atleta             | Nazionalità | Tempo | Note                                     |
| --- | ------ | ------------------ | ----------- | ----- | ---------------------------------------- |
| 1   | 4      | Lorenzo Simonelli  | Italia      | 13"20 | Q =                                      |
| 2   | 5      | Enrique Llopis     | Spagna      | 13"22 | Q                                        |
| 3   | 7      | Milan Trajkovic    | Cipro       | 13"47 | Miglior prestazione personale stagionale |
| 4   | 8      | Mikdat Sevler      | Turchia     | 13"68 |                                          |
| 5   | 9      | Bálint Szeles      | Ungheria    | 13"83 |                                          |
| 6   | 2      | Santeri Kuusiniemi | Finlandia   | 13"84 | qR                                       |
| 7   | 6      | Mark Heiden        | Paesi Bassi | 24"42 |                                          |
| -   | 3      | Jakub Szymański    | Polonia     | dq    | [ 5 ]                                    |

### Finale
La finale si è tenuta l'8 giugno alle ore 22:18.
| Pos     | Corsia | Atleta             | Nazionalità | Tempo | Note                                                      |
| ------- | ------ | ------------------ | ----------- | ----- | --------------------------------------------------------- |
| Oro     | 5      | Lorenzo Simonelli  | Italia      | 13"05 | Miglior prestazione europea stagionale · Record nazionale |
| Argento | 7      | Enrique Llopis     | Spagna      | 13"16 | Miglior prestazione personale                             |
| Bronzo  | 6      | Jason Joseph       | Svizzera    | 13"43 |                                                           |
| 4       | 3      | Raphaël Mohamed    | Francia     | 13"45 | (.446)                                                    |
| 4       | 4      | Asier Martínez     | Spagna      | 13"45 | (.446)                                                    |
| 6       | 8      | Michael Obasuyi    | Belgio      | 13"46 |                                                           |
| 7       | 1      | Santeri Kuusiniemi | Finlandia   | 13"84 |                                                           |
| -       | 9      | Damian Czykier     | Polonia     | dnf   |                                                           |
| -       | 2      | Elie Bacari        | Belgio      | dq    | [ 6 ]                                                     |